# Microrégion de Santiago
La microrégion de Santiago est une des microrégions du Rio Grande do Sul appartenant à la mésorégion du Centre-Ouest du Rio Grande do Sul. Elle est formée par l'association de neuf municipalités. Elle recouvre une aire de 11 213 km2 pour une population de 114 839 habitants (IBGE - 2005). Sa densité est de 10,2 hab./km2. Son IDH est de 0,781 (PNUD/2000).

## Municipalités[1]
- Capão do Cipó
- Itacurubi
- Jari
- Júlio de Castilhos
- Pinhal Grande
- Quevedos
- Santiago
- Tupanciretã
- Unistalda

## Microrégions limitrophes
- Restinga Seca
- Santa Maria
- Campanha occidentale
- Santo Ângelo
- Cruz Alta
- Santa Cruz do Sul